# Otites angustata
Otites angustata är en tvåvingeart som först beskrevs av Friedrich Hermann Loew 1859.  Otites angustata ingår i släktet Otites och familjen fläckflugor.
Artens utbredningsområde är Spanien. Inga underarter finns listade i Catalogue of Life.